# Pseudomastax defurcata
Pseudomastax defurcata är en insektsart som beskrevs av Marius Descamps 1970. Pseudomastax defurcata ingår i släktet Pseudomastax och familjen Eumastacidae. Inga underarter finns listade i Catalogue of Life.